# Мельник, Богдан Олегович
Богда́н Оле́гович Ме́льник (укр. Богдан Олегович Мельник; 4 января 1997) — украинский футболист, полузащитник клуба «Кишварда».

## Биография

### Ранние годы
Воспитанник любительского клуба БРВ-ВИК (Владимир-Волынский). С 2009 по 2014 год провёл 89 матчей и забил 20 голов в чемпионате ДЮФЛ.

### Клубная карьера
Летом 2014 года присоединился к составу полтавской «Ворсклы». 20 августа того же года дебютировал в юношеской (до 19 лет) команде полтавчан в домашнем матче против харьковского «Металлиста». За молодёжную (до 21 года) команду дебютировал 3 октября 2015 в домашнем поединке с киевским «Динамо».
30 апреля 2016 дебютировал в составе «Ворсклы» в домашней игре Премьер-лиги против львовских «Карпат», заменив на 87-й минуте Вадима Сапая.

### Карьера в сборной
С 2012 по 2013 год играл в составе юношеских сборных Украины U-16 и U-17. С 2016 года играет за юношескую сборную U-19.

## Статистика
| Клуб    | Лига         | Сезон   | Чемпионат | Чемпионат | Кубок | Кубок | Дубль | Дубль |
| Клуб    | Лига         | Сезон   | Игры      | Голы      | Игры  | Голы  | Игры  | Голы  |
| ------- | ------------ | ------- | --------- | --------- | ----- | ----- | ----- | ----- |
| Ворскла | Премьер-лига | 2015/16 | 1         | 0         |       |       | 10    | 0     |